# Вилькен, Ульрих
У́льрих Ви́лькен (нем. Ulrich Wilcken; 18 декабря 1862, Штеттин — 10 декабря 1944, Баден-Баден, Республика Баден) — немецкий историк античности, является одним из основоположников греческой папирологии.

## Биография
Ученик Теодора Моммзена. В 1889 году стал профессором; с 1917 по 1931 годы работал в Берлинском университете.
С 1903 года профессор древней истории в Университете Галле, став в этой должности преемником Эдуарда Мейера.
Занимался изданием, переводом, систематизацией и исследованиями греческих папирусов и черепков-остраконов. Результатом стали множество работ по экономике, культуре, истории и культурной жизни греко-римского, а также византийского и арабского Египта. Образ Александра Македонского в истории идеализировал.
Является также основателем интернационального журнала «Archiv für Papyrusforschung und verwandte Gebiete».
Член Саксонской АН (1906), Прусской АН (1921). Членкор Британской академии (1926), АН СССР (1931). Иностранный член Афинской академии (1933)

## Основные работы
- Observationes ad historiam Aegypti provinciae Romanae depromptae e papyris Graecis Berolinensibus ineditis. Haack, Berlin 1885.
- Griechische Ostraka aus Aegypten und Nubien. Ein Beitrag zur antiken Wirtschaftsgeschichte. 2 Bände. Giesecke & Devrient, Leipzig 1899. Nachdruck Hakkert, Amsterdam 1970.
- Grundzüge und Chrestomathie der Papyruskunde. Band 1: Historischer Teil (in zwei Hälften). Leipzig 1912. (Band 2: Juristischer Teil von Ludwig Mitteis.)
- Griechische Geschichte im Rahmen der Altertumsgeschichte. Oldenbourg, München 1924; 9. Aufl. 1962 (durchgesehen von Günther Klaffenbach).
- Urkunden der Ptolemäerzeit (ältere Funde). 2 Bände. de Gruyter, Berlin 1927, Nachdruck 1977, ISBN 3-11-005711-5.
- Alexander der Große. Quelle & Meyer, Leipzig 1931.